# Палуди
Палу̀ди (на италиански: Paludi, на местен диалект Palùrë, Палуръ) е село и община в Южна Италия, провинция Козенца, регион Калабрия. Разположено е на 430 m надморска височина. Населението на общината е 1124 души (към 2012 г.).